# Hexatoma (Eriocera) plutonis
Hexatoma (Eriocera) plutonis is een tweevleugelige uit de familie steltmuggen (Limoniidae). De soort komt voor in het Oriëntaals gebied.